# Tinui (rivière)
La rivière  Tinui (anglais : Tinui River) est une rivière de la région de  Wellington dans l’Ile du Nord de la Nouvelle-Zélande. 

## Géographie
Elle s’écoule initialement vers l’est à partir de son origine dans le nord de la région de Wairarapa avant de tourner vers le sud-ouest pour s’écouler parallèlement à la côte de l’Océan pacifique. Elle atteint la rivière  Whareama au niveau de la ville de Tinui, à 30 km à l’est de Masterton.